# قلعه‌چی بالا
قلعه‌چی بالا روستایی در دهستان نهرمیان بخش زالیان شهرستان شازند استان مرکزی ایران است.

## جمعیت
بر پایه سرشماری عمومی نفوس و مسکن در سال ۱۳۹۵ جمعیت این روستا ۳۵۸ نفر (۱۱۲خانوار) بوده‌است.